# تر ایدزارد
تر ایدزرد (به هلندی: Ter Idzard) یک منطقهٔ مسکونی در هلند است که در وست‌استلینگ‌ورف واقع شده‌است. تر ایدزرد ۳۱۰ نفر جمعیت دارد.